# Omphalucha metallifer
Omphalucha metallifer är en fjärilsart som beskrevs av Elliot C.G. Pinhey 1962. Omphalucha metallifer ingår i släktet Omphalucha och familjen mätare. Inga underarter finns listade i Catalogue of Life.